# 福泉山遗址
福泉山遗址，位于中华人民共和国上海市青浦区重固镇西200米处的一座名为福泉山的土墩及其周围的农田中，是一座新石器时期的墓葬及生活遗址。该遗址于1962年被首次发现，1982年起开始大规模发掘，其中分布了包括崧泽文化的墓葬和生活遗址、良渚文化的墓葬遗址在内的大量遗迹，而福泉山也被确定为良渚文化的高台墓地。2001年，福泉山遗址被列为全国重点文物保护单位。

## 发现
福泉山原名“息壤”，因其形状类似一条倒扣的船而得名“覆船山”，其后因其井水甘甜而更名为“福泉山”。又因以前有一薛姓道人在此居住，又名薛道山。
1962年，上海博物馆考古部在福泉山考察时发现了部分新石器时代的陶器残片，同年福泉山遗址被列为上海市文物保护单位。1977年，当地学生在土山东侧劳动，掘出崧泽文化的陶罐与陶壶。1979年，市文物保管委员会进行试掘，探明在福泉山的周围农田下的各个文化层的范围。1982年8月19日，当地农民在福泉山一带取土时发现了半块玉璧和残破的石刀、石斧等文物。这些文物随后被送到青浦博物馆。3天后青浦博物馆的工作人员在该地区找到了另外半块玉璧。此后上海市文物保管委员会组织人力先后于1982年9月、1983年、1986年至1988年和1987年底至1988年对福泉山遗址进行发掘，发掘结果显示，福泉山实际上是良渚文化时期的古人在崧泽古遗址上堆筑的一座高台墓地，遗址最早可以追溯至距今5620±110年前。
1984年，福泉山遗址以“福泉山古文化遗址”一名被重新公布为上海市文物保护地点。2001年，福泉山遗址被列为全国重点文物保护单位，其保护范围为以福泉山四周为基点，半径200米的区域。2013年被列为全国150处大遗址保护项目之一。
2023年4月，上海博物馆福泉山遗址考古工作站揭牌。

## 结构

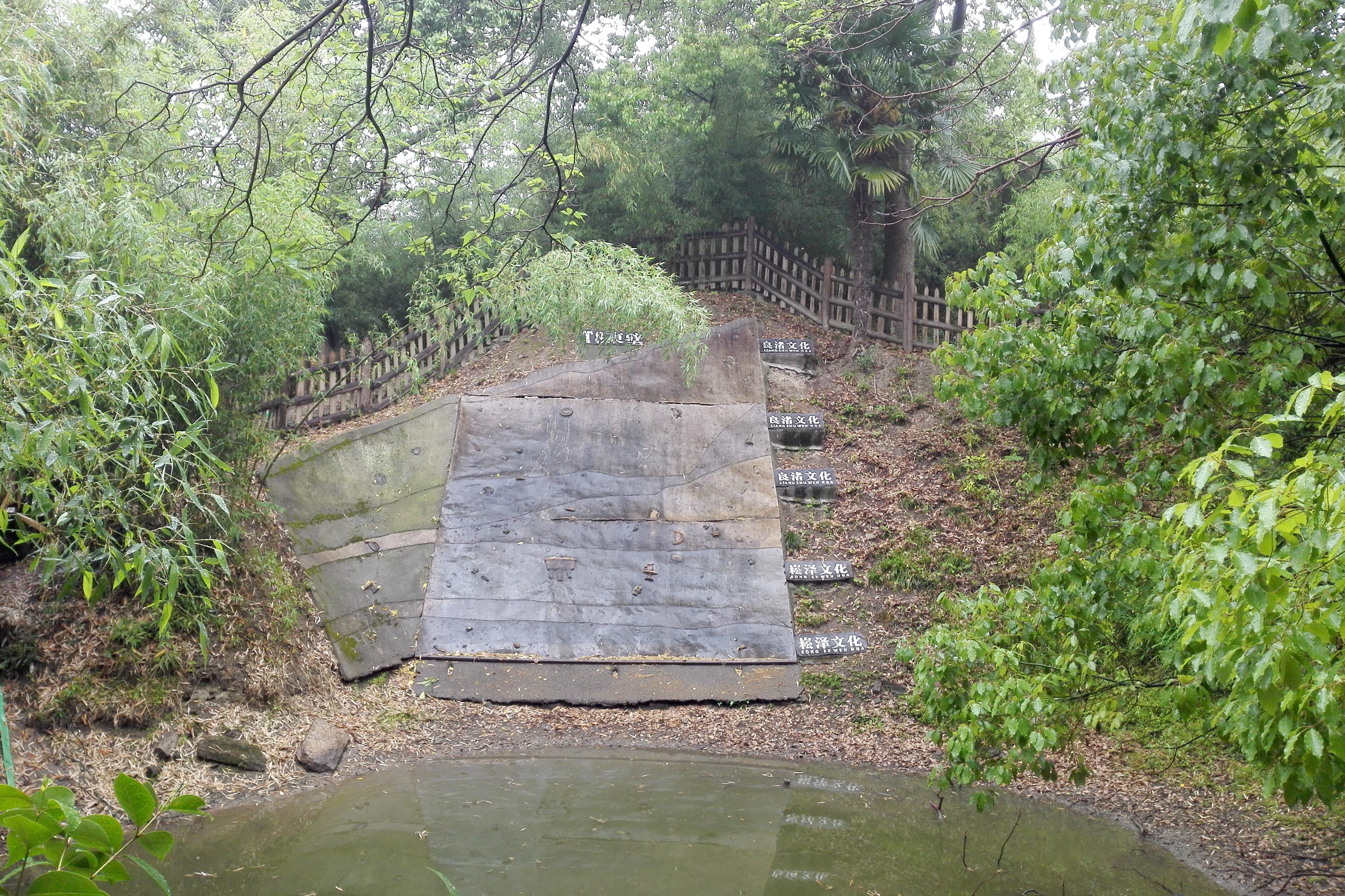
福泉山遗址

福泉山遗址位于中华人民共和国上海市青浦区重固镇西200处的一座名为福泉山的土墩及其周围的农田中，其中福泉山高7米、南北长84米，东西长94米，主体是由人工堆筑而成的高台墓地。遗址范围大体以福泉山为中心，东西长约500米，南北约300米，面积约15万平方米。在遗址范围内，西部有马家浜文化；北部有崧泽文化和良渚文化；东部有良渚文化；南部有马桥文化和吴越文化。考古人员共清理出18座崧泽文化墓葬、32座良渚文化墓葬、2座吴越文化墓、4座楚文化墓、96座西汉墓、1座唐墓和3座宋墓以及1处崧泽文化生活遗址，共出土各类文物2800余件。
崧泽文化的遗迹中，18座墓葬中有17座分布在北侧，1座位于南侧。这些墓葬是5000年前的一处氏族墓地，其中的随葬物品包括陶制的网坠、鼎、豆、罐等，以及骨镞、玉坠、玉璜和玉管等物品，还有猪、鹿等碎骨。在该文化的居住遗址中，考古人员发掘出了残留在地上的四块木柱的垫板和一些小树条以及陶器的碎片、残玉璜、陶网坠等物品以及食后丢弃的动物碎骨。居址的东北有一个灶塘遗迹，灶旁有一件破碎的烹饪用的盆形角尺形足大陶鼎。其中出土的部分鼎足、甗残片等属于典型的崧泽文化文物。良渚文化的32座墓葬全部分布于福泉山上，中心部位出现了2组重叠的墓群，其余墓葬分布在其周围。在这些墓葬中间出现了祭坛的痕迹，部分墓葬还配有人殉祭祀坑。部分墓葬出现了棺具，随葬器物包括棺内有斧、钺、琮、璧、鼎、甗、簋、熏炉等。